# Айвазян, Арсен Грантович
Арсен Грантович Айвазян (12 апреля 1971 — 18 января 2015, Красноярск) — советский и российский дзюдоист, чемпион России, призёр чемпионата СНГ, чемпион Европы среди юниоров, мастер спорта СССР международного класса.

## Биография
Жил в Красноярске. После завершения спортивной карьеры работал тренером в СДЮСШОР по дзюдо. Был старшим тренером сборной команды Красноярского края среди мужчин и женщин.

## Спортивные результаты
- Чемпионат СНГ по дзюдо — ;
- Чемпионат России по дзюдо 1992 года — ;